# Geneva Open 1988
Il Geneva Open 1988 è stato un torneo di tennis giocato sulla terra rossa. È stata la 9ª edizione del torneo, che fa parte del Nabisco Grand Prix 1988. Si è giocato a Ginevra in Svizzera dal 19 al 26 settembre 1988.

## Campioni

### Singolare maschile
Marián Vajda ha battuto in finale  Kent Carlsson con il punteggio di 6–4, 6–4

### Doppio maschile
Mansour Bahrami /  Tomáš Šmíd hanno battuto in finale  Gustavo Luza /  Guillermo Pérez Roldán con il punteggio di 6–4, 6–3